# Markus Grundtner
Markus Grundtner (* 30. März 1985 in Wien) ist ein österreichischer Schriftsteller und Jurist.

## Leben
Markus Grundtner wuchs in Niederösterreich und im Burgenland auf. 2004 bis 2014 studierte er Theater-, Film- und Medienwissenschaft sowie Rechtswissenschaften an der Universität Wien. Neben seinem Erststudium arbeitete er als Kulturjournalist (u. a. Kurier, Profil, Celluloid). Von 2015 bis 2021 war er Konzipient für Arbeitsrecht in diversen Kanzleien in Wien und publizierte Fachartikel zu arbeitsrechtlichen Themen. Stand 2025 ist er Jurist in der Rechtsabteilung der Wiener Staatsoper.

## Wirken
Ab Beginn seiner juristischen Laufbahn 2015 veröffentlichte er Kurzprosa in Literaturmagazinen sowie in Literaturzeitschriften und in Anthologien. 2017/18 absolvierte er den Lehrgang der Leondinger Akademie für Literatur.
2020 erschien sein Kurzgeschichtenband „Planet im Ausverkauf“ im Verlag Literatur Quickie. Die titelgebende Kurzgeschichte stand 2018 auf der Longlist des FM4-Wortlaut-Literaturwettbewerbs.
2022 veröffentlichte Grundtner seinen Debütroman „Die Dringlichkeit der Dinge“ im Grazer Verlag Edition Keiper, eine Mischung aus Anwaltsroman und Liebesroman. Der Roman war nominiert für den Österreichischen Buchpreis 2022. Katharina Teutsch schrieb in der FAZ: „So beschert uns dieses Debüt nicht nur eine Erweiterung des literarischen Sprechens ins Fachsprachliche, sondern auch eine unterhaltsame Liebesgeschichte mit sprachkritischem Raffinement.“
2024 erschien Grundtners zweiter Roman „Der Fall der Fantasie“ (wiederum bei Edition Keiper), ein fantastischer Justizroman. Der Roman war nominiert für den Ersten Österreichischen Phantastikpreis 2025 sowie für den Phantastik-Preis der Stadt Wetzlar 2025. Die österreichische Schriftstellerin Sophie Reyer schrieb dazu: „Scharfäugig und wie unter einem Mikroskop beobachtet Markus Grundtner seine Figuren bei ihrer Versuchsanordnung Leben.“
Markus Grundtner ist Mitglied der Grazer Autorinnen Autorenversammlung, des Podium – Literaturkreis Schloss Neulengbach und des Österreichischen Schriftsteller/innenverbands.

## Radio und Lesungen
Der Radiosender Ö1 vertonte Auszüge aus Grundtners Romanmanuskripten.
Markus Grundtner liest regelmäßig in Österreich, Deutschland, Schweiz und Italien.

## Veröffentlichungen
Romane
- Die Dringlichkeit der Dinge, Roman, Edition Keiper 2022[26]
- Der Fall der Fantasie, Roman, Edition Keiper 2024[27]

Kurzgeschichten
- Planet im Ausverkauf, Literatur Quickie 2020[28]

Weitere Veröffentlichungen (Auswahl)
- Die Gefahr in Rosa. In: Die Rampe. Band 2 | 2017 (literaturport.de).
- Die Bienen vor dem Fenster. In: Podium. Band 189/190, 2018.
- Mit einem einzigen Blick. In: Am Erker. Band 1/2019 (literaturport.de).
- Zur Verteidigung des Kellers. In: Manuskripte. Band 60, Nr. 230, 2020.
- Hauptsache anderswo. In: Wolfgang Kühn (Hrsg.): Auftauchen. Band 2, 2022.
- Fantasie und Formalitäten. In: Die Rampe. Band 2 | 2023 (literaturport.de).

Stipendien (Auswahl)
- Startstipendium für Literatur des Bundeskanzleramts 2018 für Die Dringlichkeit der Dinge[9]
- Arbeitsstipendium der Abteilung Literatur des BMKÖS 2024 für Der Fall der Fantasie[29]
- Arbeitsstipendium der Abteilung Kunst und Kultur des Landes Niederösterreich 2024 für Der Fall der Fantasie[29]

## Auszeichnungen
- Wiener Werkstattpreis 2017 (Publikumskategorie)[30]
- Erster Literaturpreis PictureOn-Festival 2025 (Dritter Platz)[31]